# O Futebol e a Vida
O Futebol e a Vida é um livro do escritor português Manuel Alegre, publicado em 2006, pela Dom Quixote.